# Symposiachrus axillaris
El monarca negro (Symposiachrus axillaris) es una especie de ave paseriforme de la familia Monarchidae endémica de Nueva Guinea y Goodenough.

## Descripción
El monarca negro mide unos 16,5 cm de largo. Es muy similar al Rhipidura atra. Su plumaje es de color azul oscuro, al igual que las aves del género Rhipidura (o de los cola de abanico), a menudo abren su cola. Se diferencian porque no poseen la mancha blanca sobre el ojo. La cabeza del monarca negro es negra con solo unas pocas plumas blancas en sus "hombros" . Su pico es azulado (no amarillo).

## Distribución y hábitat
Se la encuentra en las islas de Nueva Guinea y Goodenough.
Su hábitat natural son las selvas tropicales húmedas tanto de zonas bajas como de montaña.